# Oświęcim
Oświęcim (← poloneză, AFI [oɕ'fʲeɲʨiːm], germană Auschwitz, cehă Osvětim, slovacă Osvienčim) este un oraș în voievodatul Polonia Mică, Polonia, o reședință a județului cu același nume. Aici au existat în timpul celui de-al Doilea Război Mondial lagărele de concentrare notorii de la Auschwitz. Localitate are o populație de 40.324 locuitori și suprafață de 30,3 km².
Orașul se află la 50 km vest de Cracovia la confluența râurilor Vistula (Wisła) și Soła.

## Geografie și transport
Oświęcim se află la intersecția dintre Drumul Național nr. 44 cu drumul local nr. 933, și este la extremitatea nordică a drumului local nr. 948. Orașul vechi Oświęcim este situat la est de râul Sola, cu Piața Principală (Rynek Glowny) în centru. Stația de cale ferată este de peste râu, în nord-vest a orașului, cu muzeul principal muzeu în partea de vest a orașului. Muzeul de Stat Auschwitz-Birkenau este în satul Brzezinka, la vest de stația de cale ferată. Combinatele chimice sunt situate la est de oraș.
Stația de autobuz principală a orașului se află în partea de est a orașului. Serviciile de transport feroviar sunt disponibile spre Cracovia, Katowice și Czechowice-Dziedzice, iar pe plan internațional către Viena și Praga. Cel mai apropiat aeroport este situat la 60 de kilometri, la Cracovia Balice. Conform datelor din 2002, zona Oświęcim are suprafața de 30 km2., Din care pădurile doar 1%. Comunele (gmina) vecine sunt Chelmek, Libiąż, și comuna Oświęcim.

## Al Doilea Război Mondial

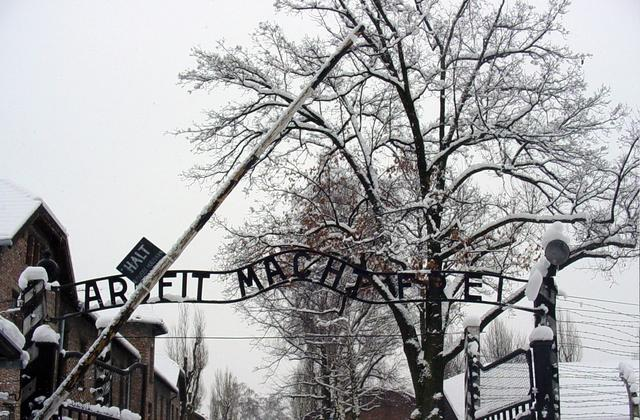
Intrarea de la Lagărul de concentrare de la Auschwitz

În octombrie 1939, Germania nazistă a anexat imediat zona în Germania în Silezia Superioară, care a devenit parte din „a doua Ruhr” din 1944. În 1940, Germania nazistă a folosit munca forțată pentru a construi o nouă subdiviziune pentru a găzdui paznici și personalul pentru lagărul de la Auschwitz. În 1941, autoritățile germane au decis să construiască combinatul de cauciuc sintetic Buna-Werke IV al I. G. Farbenindustrie⁠(en)[traduceți], la marginea de est a orașului. Locuitorii polonezi din mai multe județe au fost forțați să-și abandoneze casele lor, deoarece germanii au vrut să păstreze zona din jurul lagăr de concentrare de la Auschwitz gol.
În jurul taberei a fost planificată o zonă de tampon cu o suprafață de circa 40 de kilometri pătrați și de expulzarea locuitorilor Poloniei a avut loc în două etape, în 1940 și 1941, când toți locuitorii din cartier Zasole au fost forțați să-și abandoneze casele lor. În plus, mai multe clădiri au fost dărâmate, în raioanele de Plawy și Harmeze mai mult de 90% din toate clădirile au fost demolate (locuitorii din Plawy au fost transportați la Gorlice, unde au fost lăsați pe cont propriu). În total, aproximativ 17.000 de oameni din Oświęcim și satele din jur au fost forțați să își părăsească locuințele, iar opt sate au fost desființate. Ca urmare, până în aprilie 1941, populația a Oświęcim s-a redus la 7.600 de locuitori.
Orașul și tabăra au fost descoperite de către Armata Roșie la 27 ianuarie 1945. Sovieticii au deschis imediat două tabere temporare pentru prizonierii de război germani în complexul de la Auschwitz-Birkenau. Lagărul de la Auschwitz sovietic a existat până în toamna 1945, și Birkenau - până în primăvara anului 1946. În total, aproximativ 15.000 de germani au fost ținuți acolo prizonieri. În plus, a existat o tabără de a poliției secrete comuniste (Urzad Bezpieczenstwa), situat în apropiere de stația de cale ferată, în complexul fostului „Gemeinschaftslager”. Cei mai mulți dintre prizonieri au fost membri ai NSDAP, Hitlerjugend și BDM, precum și civili germani, Volksdeutsche și din Silezia de Sus, suspectați de a fi fost neloiali față de Polonia. Deținuții au lucrat la combinatul Buna-Werke din Monowice, unde au demontat echipamentul, care a fost apoi transportat în Uniunea Sovietică.
După schimbările teritoriale ale Poloniei imediat după al Doilea Război Mondial, noi complexe de locuințe din oraș au fost construite, cu clădiri mari de construcții dreptunghiulare din beton armat. Industria chimică a devenit principalul angajator al orașului și în ultimii ani, s-au adăugat și industria serviciilor și comerțului.
Turismul la Lagărul de concentrare de la Auschwitz este o sursă importantă de venituri pentru oraș. La mijlocul anilor 1990 după perestroika, ocuparea forței de muncă la lucrările chimice (fostul Buna-Werke, redenumit Dwory SA) s-a redus de la ~ 10.000 în perioada comunistă a doar 1.500 de persoane în prezent.
În 1952, județul Oświęcim a fost re-creat, și orașul până în 1975 a aparținut Voievodatului Cracovia. În 1975 - 1999, a fost parte din Voievodatul Bielsko-Biala. În 1979, Oświęcim a fost vizitat de către Papa Ioan Paul al II-lea, iar la 1 septembrie 1980, un birou local al sindicatului Solidaritatea a fost creat la combinatul chimic.
La 28 mai 2006, orașul a fost vizitat de către Papa Benedict al XVI-lea.

## Orașe înfrățite
- Kerpen- Germania
- La Confluence- Franța
- Sambor- Ucraina
- Arezzo- Italia
- Breisach- Germania